# Австрия на «Евровидении-1962»
Австрия принимала участие в Евровидении 1962, проходившем в Люксембурге, Люксембург. На конкурсе её представляла Элеонор Шварц с песней «Nur in der Wiener Luft», выступившая под номером 4. В этом году страна вновь заняла последнее место. Но не получила ни одного балла, что было впервые за историю Евровидения. Комментатором конкурса от Австрии в этом году стал Эмиль Колльпахер.

## Страны, отдавшие баллы Австрии
Каждый член жюри мог распределить 6 очков: 3 — лучшей песне, 2 — второй и 1 — третьей. Песня с наибольшим количеством очков получала 3 очка, со вторым результатом — 2 очка, с третьим — одно очко: это считалось окончательным голосом и объявлялось как часть «Голоса Европейского жюри».
Впервые за историю конкурса «Евровидение» Австрия, наряду с Бельгией, Испанией и Нидерландами, не получили ни одного балла.

## Страны, получившие баллы от Австрии
| 3 балла | Монако     |
| 2 балла | Франция    |
| 1 балл  | Люксембург |